# Troika Pantaneira
A troika pantaneira é uma expressão artística e coreográfica surgida em Barão de Melgaço. Seu criador foi o professor João Cláudio Gonçalves. O termo “troika” é de origem russa.
É uma categoria de dança que compreende ritmos e evoluções narrativas da cultura e história do Pantanal de Mato Grosso, além de fazer uma síntese do rasqueado, cururu, quadrilha, chamamé, siriri, Pericón e da dança de São Gonçalo.
As roupas masculinas são camisas xadrez com calça preta e chapéu pantaneiro em referência ao estilo do “peão pantaneiro”. Já as femininas são vestido de babado na parte de cima e saia rodada em referência à “catadeira de algodão.” As cores chamativas representam o sol, o verde das saias remete à floresta e a cor vinho corresponde à destruição da natureza através do fogo.